# Lodowiec gruzowy

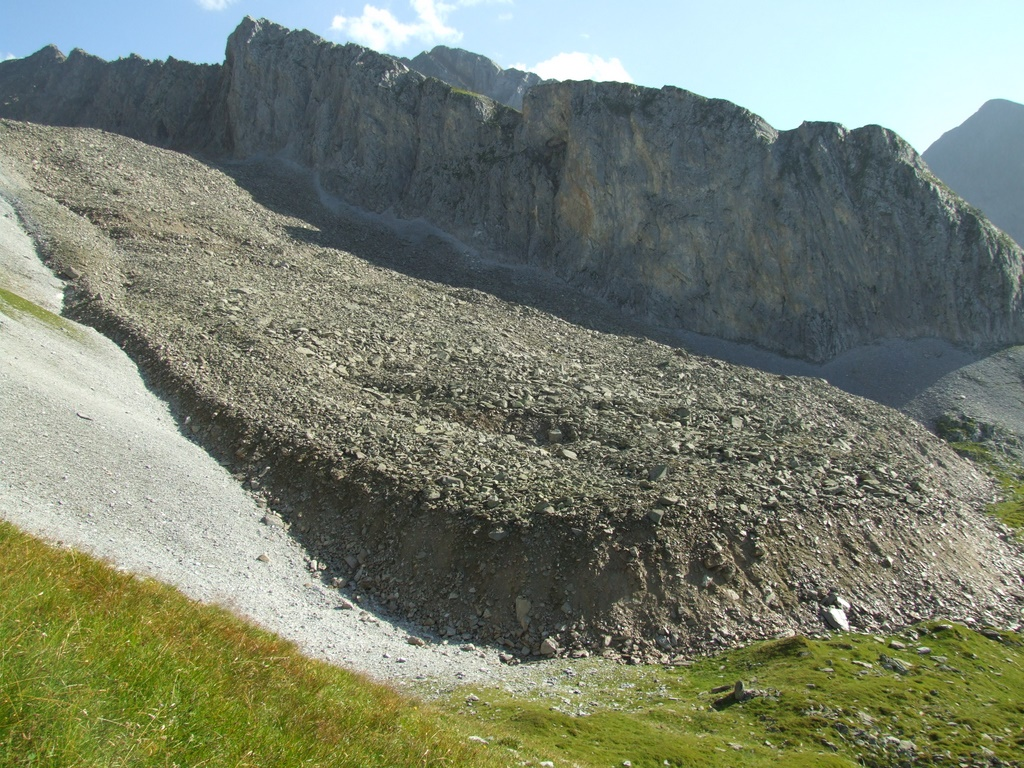
Aktywny lodowiec gruzowy, Alpy Zillertalskie

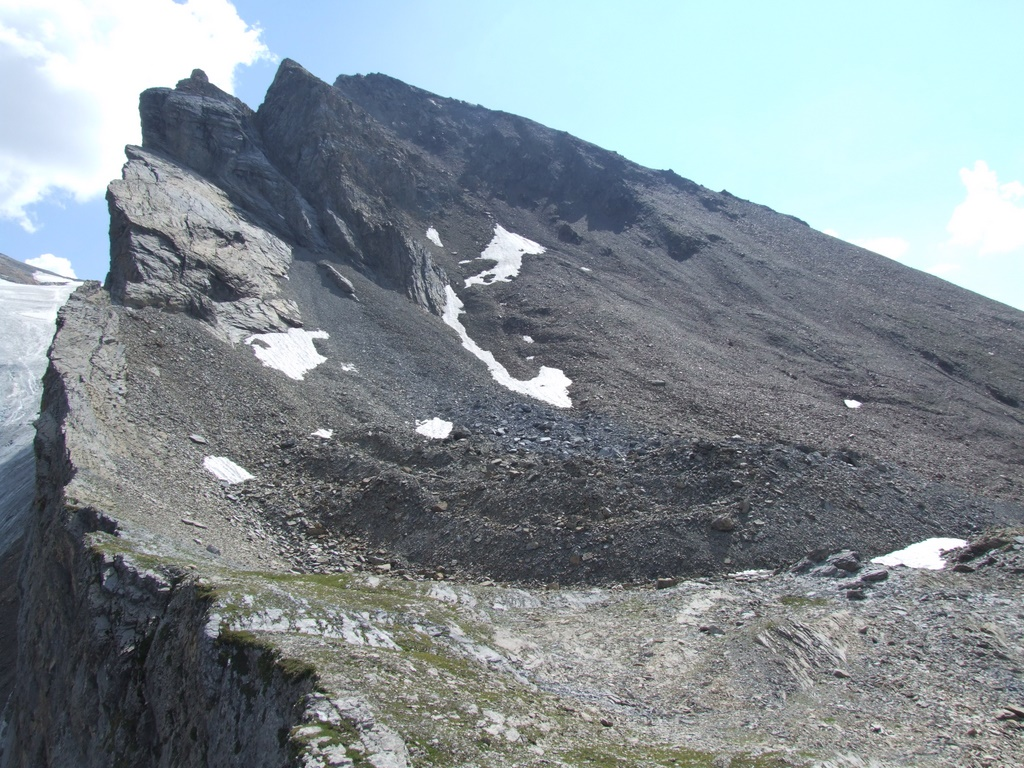
Aktywny piargowy lodowiec gruzowy, Alpy Zillertalskie

Lodowiec gruzowy – mieszanina gruzu i lodu o lobowatym lub jęzorowym kształcie, która w wyniku deformacji plastycznych jądra lodowego/lodu interstycjalnego pełznie powoli w dół w tempie na ogół mniejszym niż 1 m/rok.
Lodowce gruzowe występują w prawie każdym masywie górskim, w którym występuje wieloletnia zmarzlina. W ich formowaniu sprzyja klimat kontynentalny, jednak najważniejszym czynnikiem wpływającym na rozmieszczenie tych form są warunki topoklimatyczne oraz litologiczne.
Na temat genezy i klasyfikacji lodowców gruzowych od ponad 30 lat toczy się żywa dyskusja. Istnieją dwa punkty widzenia:
1. Peryglacjalny – geneza lodowców gruzowych związana jest wyłącznie z występowaniem górskiej wieloletniej zmarzliny, a ich powstanie nie zależy od obecności warunków glacjalnych.
2. Glacjalno-peryglacjany – lodowce gruzowe mogą formować się w wyniku uruchomiania wieloletniej zmarzliny lub pełznięcia pogrzebanych jąder lodowych (lodu glacjalnego). Lodowce gruzowe mogą powstawać w wyniku transformacji lodowców glacjalnych.

Ze względu na zawartość lodu lodowce gruzowe dzieli się na:
- lodowce gruzowe aktywne, zawierające lód interstycjalny/jądro lodowe. Można je podzielić na te w ruchu (ang. active) i nieporuszające się (ang. inactive)
- lodowce gruzowe reliktowe (lub fosylne, ale ta nazwa nie powinna być używana) – masa gruzu bez lodu wewnętrznego, przeważnie wieku późnoglacjalnego. Występują np. w Tatrach.

## Lodowce gruzowe w Polsce
Najlepiej zachowaną tego typu formą w Sudetach jest reliktowy lodowiec gruzowy w rejonie Łabskiego Szczytu. Na obszarze Karkonoszy obecnych jest również kilka podobnych form rzeźby terenu, osiągających jednak mniejsze rozmiary np. na stokach Wielkiego Szyszaka. Liczne i dobrze zachowane ślady po aktywnych lodowcach gruzowych znajdują się również w polskich Tatrach. Jeden z najbardziej znanych lodowców gruzowych znajduje się pod Przełęczą Zawrat i wkroczył do jednego ze stawów w Dolinie Pięciu Stawów. Tego typu formy znajdują się również w obrębie Doliny Mięguszowieckiej, a także przy szlaku prowadzącym na Świnicę. Pozostałości po lodowcach gruzowych zachowały się także w Masywie Ślęży. Lodowiec pochodzący ze schyłku ostatniego zlodowacenia zlokalizowany jest w pobliżu szlaku czerwonego prowadzącego z Sulistrowic na szczyt Ślęży.